# Telezöldes és nyilas zöldes jelzőlámpa
Egy jogosítvánnyal nem rendelkező számára a kettő ugyanannak tűnhet, pedig sofőrre és gyalogosra nézve is nagy a különbség van telezöldes és nyilas zöldes jelzőlámpa között.
Tegyük fel, hogy két, kétsávos út merőlegesen keresztezi egymást, a kereszteződés mind a négy oldalán gyalogátkelő van, a kereszteződében pedig jelzőlámpa üzemel.
Amennyiben az egész kereszteződésben telezöldes jelzőlámpa működik, egyszerre mindig a párhuzamosan haladóknak (tehát a balról jobbra és jobbról balra vagy szemből felénk és tőlünk szembe haladó gépjárműveknek és gyalogosoknak) van zöld jelzésük. Ezzel a probléma az, hogy a kanyarodó gépjárművek keresztezik mások, a forgalomban résztvevők útját, éppen ezért ha jobbra kanyarodunk, elsőbbséget kell adnunk, a hozzánk képest jobb oldalon, velünk párhuzamosan, gyalogátkelőn áthaladóknak, míg ha balra kanyarodunk, a hozzánk képest balra, velünk párhuzamosan elhelyezkedő gyalogátkelőn áthaladókon kívül a szemből érkezőknek (szemből felénk és szemből balra tartóknak) is elsőbbséget kell adnunk.
Ha a kereszteződésben minden irányba nyilas zöldes jelzőlámpa működik, akkor az úton haladók közül egyszerre csak egy irányból érkezőknek van zöld jelzése, de ők bármerre mehetnek, elsőbbségadás nélkül, mert a nyilas zöld előnye, hogy a nyíl irányába haladó gépjárműnek senki számára sem kell elsőbbséget adnia. Ilyen típusú kereszteződést (amelyben csak nyilas zöld lámpa van telepítve) első sorban forgalom irányító rendőrök szoktak alkalmazni.
A két jelzőlámpa fajtát ötvözni szokták, a hatékonyabb működés érdekében. Legkönnyebben úgy lehet őket megkülönböztetni egymástól, hogy a nyilas zöldes jelzőlámpának mind a 3 rubrikájában van egy-egy ugyanolyan nyíl (a piros és a sárga esetében színes alapon fekete), míg a zöld esetében fekete alapon zöld nyíl van), míg a telezöldes jelzőlámpában ezek a felületek nem tartalmaznak nyilakat, teljesen üresek.

## Képek
- https://www.autonavigator.hu/cikkek/a-kresz-felreertelmezeseert-is-birsag-jar/
- https://www.google.com/imgres?imgurl=https%3A%2F%2Fwww.autoszektor.hu%2Fsites%2Fdefault%2Ffiles%2Fu2092%2Fzold-nyilas-lampa.jpg&tbnid=ugJd2b75tBrsOM&vet=12ahUKEwjp5I25tcuAAxVIO-wKHTkTCKIQMygPegUIARCHAQ..i&imgrefurl=https%3A%2F%2Fwww.autoszektor.hu%2Fhu%2Fcontent%2Fvillamharito-autosok-vs-kerekparvezetok-3-resz&docid=0R790WpZxF6DyM&w=460&h=298&itg=1&q=nyilas%20z%C3%B6ldes%20jelz%C5%91l%C3%A1mpa&ved=2ahUKEwjp5I25tcuAAxVIO-wKHTkTCKIQMygPegUIARCHAQ